# میکی دروی
 میکی دروی  (به انگلیسی: Micky Droy) (زاده ۷ مه ۱۹۵۱ - لندن) بازیکن سابق فوتبال انگلیس و باشگاه فوتبال چلسی است.دروی به مدت ۱۴ سال برای تیم چلسی بازی کرده‌است.